# Islandia na Zimowych Igrzyskach Olimpijskich 2014
Islandię na Zimowych Igrzyskach Olimpijskich 2014 reprezentowało pięciu zawodników.

## Narciarstwo alpejskie

### Kobiety
| Zawodniczka                 | Konkurencja   | Zjazd   | Slalom  | Czas łączny | Pozycje |
| --------------------------- | ------------- | ------- | ------- | ----------- | ------- |
| Helga María Vilhjálmsdóttir | Supergigant   |         |         | 1:33,42     | 29.     |
| Helga María Vilhjálmsdóttir | Slalom gigant | 1:26,39 | 1:25,52 | 2:51,91     | 46.     |
| Erla Ásgeirsdóttir          | Slalom gigant | 1:30,15 | 1:31,51 | 3:01,66     | 52.     |
| Helga María Vilhjálmsdóttir | Slalom        | 1:02,69 | 1:00,53 | 2:03,22     | 34.     |
| Erla Ásgeirsdóttir          | Slalom        | 1:03,55 | 1:01,53 | 2:05,08     | 36.     |

### Mężczyźni
| Zawodnik            | Konkurencja      | Czas 1. przejazdu | Czas 2. przejazdu           | Czas łączny                 | Pozycje                     |
| ------------------- | ---------------- | ----------------- | --------------------------- | --------------------------- | --------------------------- |
| Einar Kristgeirsson | Slalom gigant    | 1:32,90           | 1:32,55                     | 3:05,45                     | 56.                         |
| Brynjar Guðmundsson | Slalom gigant    | 1:33,58           | 1:36,03                     | 3:09,61                     | 59.                         |
| Brynjar Guðmundsson | Slalom specjalny | 56,85             | 1:07,72                     | 2:04,57                     | 36.                         |
| Einar Kristgeirsson | Slalom specjalny | 54,04             | Nie ukończył 2-go przejazdu | Nie ukończył 2-go przejazdu | Nie ukończył 2-go przejazdu |

## Biegi narciarski

### Mężczyźni
| Zawodnik        | Konkurencja       | Czas    | Pozycje |
| --------------- | ----------------- | ------- | ------- |
| Sævar Birgisson | sprint            | 3:59,50 | 72.     |
| Sævar Birgisson | Bieg indywidualny | 45:44,2 | 74.     |